# Космічна еволюція (книга)
«Космічна еволюція: Виникнення складності в природі» (англ. Cosmic Evolution: The Rise of Complexity in Nature) — науково-популярна книга 2001 року гарвардського астрофізика Еріка Чейссона. Книга досліджує космічну еволюцію від Великого вибуху до сьогодення з точки зору нової міждисциплінарної науки «Великої історії». Книга намагається пояснити, як поява простих астрофізичних структур мільярди років тому зрештою призвела до таких складних структур, як зорі, планети, життя та розумна цивілізація.

## Огляд
Шайссон пропонує розглядати космічну історію з точки зору енергетичних потоків. Він стверджує, що потоки енергії через різні об'єкти мають відношення до розуміння відносної складності цих об'єктів. Він вважає, що ключовим показником для наукового аналізу має бути енергія в секунду на грам, яку він називає «густиною швидкості енергії», і що аналіз із використанням цього критерію можна використовувати для дослідження не лише еволюції людини, але й космічної еволюції. Автор показує на прикладах, як густина швидкості енергії в деяких структурах зросла з часом. Наприклад, на думку Чессона, людський мозок споживає набагато більшу кількість енергії порівняно зі своїм розміром, ніж галактика. Він припускає, що енергія дозволяє нам створити «порядок із безладу»; наприклад, кондиціонер, який споживає струм від електричної розетки, може перетворити менш складну зону теплого повітря на дві більш складні зони гарячого повітря та холодного повітря, і, таким чином, він зменшує безлад. На думку Чейссона, живі організми роблять майже те саме з енергією, але більш складним способом, використовуючи їжу, щоб утриматися від розпаду та зберегти свою складність. Автор аналізує потоки енергії не тільки в організмах і суспільстві, але й у неживих структурах, таких як зорі, галактики, планети.
Чейссон зазначає, що збільшення складності узгоджується з другим законом термодинаміки. На думку одного рецензента, другий закон термодинаміки може означати, що складність повинна зменшуватися, а Всесвіт — «скочуватися в безлад». Проте Чейссон стверджує, що складність може зростати, оскільки складні структури, такі як зоря, можуть «генерувати та підтримувати складність, експортуючи достатню кількість безладу в навколишнє середовище, щоб більш ніж надолужати зменшення свого внутрішнього безладу». З цієї точки зору Чейссон пропонує визначення життя як «відкритої, узгодженої просторово-часової структури, яка підтримується далеко від термодинамічної рівноваги завдяки потоку енергії, що проходить через неї».

## Відгуки
Книга привернула увагу багатьох рецензентів. Реакція на книгу Шессона загалом позитивна, хоча різні рецензенти по-різному поставилися до деяких його думок і стилю написання. Біолог Деніел Макші спочатку зазначив, що Чейссон «схильний до використання роздутих висловлювань», але десятиліттям пізніше в іншому огляді його роботи зазначив, що «Чейссон пропонує дані, які демонструють тенденцію в тому, що він називає густиною швидкості енергії… за історію життя (і навіть за набагато довшу історію Всесвіту), це дійсно щось означає». Критик Стюарт Кауфман визнав книгу «чудовою дискусією». Критик Гілель Брауде писав: «Космічна еволюція використовує багату наукову палітру, щоб намалювати барвисту пояснювальну модель висхідної складності природи». Критик Чарльз Сейф високо оцінив книгу Шессона, хоча він критикував визначення життя Шейссоном як «настільки широке визначення», що воно стає безглуздим, однак він визнавав, що аналіз Шейссона «дає теорії деяку чисельну силу».